# Acanthodiaptomus
Genre
Acanthodiaptomus est un genre de copépodes de la famille des Diaptomidae.

## Liste des espèces
Selon World Register of Marine Species (23 février 2024) :
- Acanthodiaptomus pacificus (Burckhardt, 1913)
- Acanthodiaptomus tibetanus (Daday, 1907)
- Acanthodiaptomus denticornis (Wierzejski, 1887)

## Classification
Le nom valide complet (avec auteur) de ce taxon est Acanthodiaptomus Kiefer (d), 1932.

## Publication originale
- (de) F. Kiefer, « Versuch eines Systems der altweltlichen Diaptomiden (Copepoda Calanoida) », Zoologischer Anzeiger, vol. 100, nos 7-8,‎ 15 octobre 1932, p. 213-220 (ISSN 0044-5231, e-ISSN 1873-2674).